# Włodzimierz Dembowski
Włodzimierz Dembowski, pseud. Paprodziad (ur. 1980 w Warszawie) – polski wokalista i tekściarz, od 1999 do 2022 członek zespołu Łąki Łan.

## Życiorys

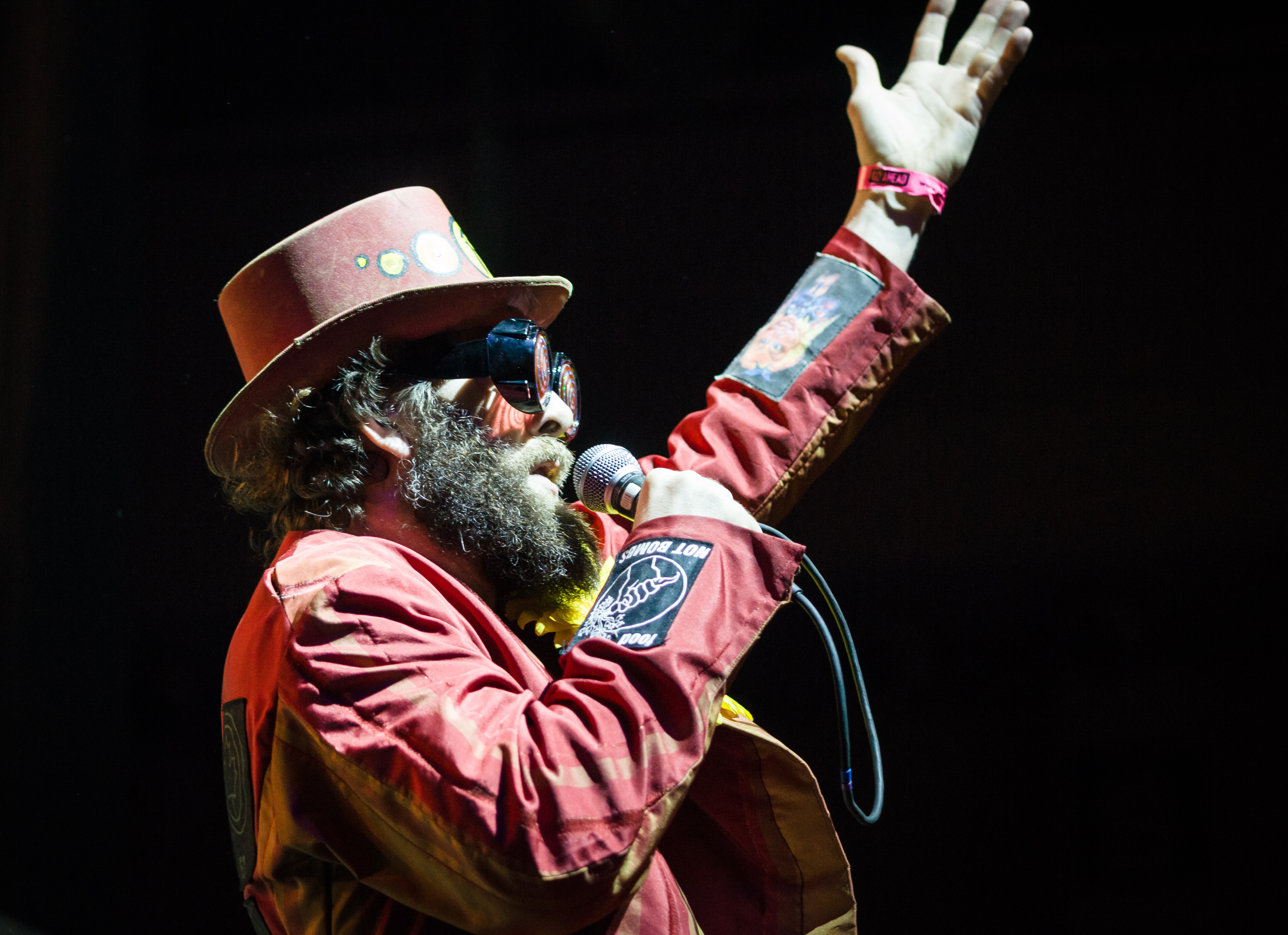
Włodzimierz Dembowski podczas koncertu Łąki Łanu na Rocket Festiwalu (2013)

Urodził się na Bielanach. Wychowywał się na warszawskim osiedlu Ulrychów. Matka była nauczycielką języka polskiego. Jego ojciec wzbudził w nim zainteresowanie przyrodą m.in. poprzez wycieczki do lasu na Woli. Chciał zostać aktorem i pisarzem. Pracował m.in. w Miejskim Przedsiębiorstwie Robót Ogrodniczych, dla którego sadził kwiaty. Uczył się zawodu technika-modelatora, jako pracę dyplomową wykonał maskę rytualną z plemienia Baluba. Podjął także studia m.in. z filozofii. Odbył zastępczą służbę wojskową w ośrodku dla osób autystycznych.
Dołączył do zespołu Łąki Łan w 1999 roku jako tekściarz (w 2004 roku odszedł na rok z zespołu na skutek konfliktu). Następnie doskonalił swój warsztat na zajęciach z emisji głosu. Poza muzyką zajmuje się pracą z osobami autystycznymi jako wolontariusz oraz oddaje się ekstremalnej turystyce – utworzył niekomercyjną Warszawską Turystykę Ekstremalną i organizuje wycieczki do opuszczonych miejsc, na ogół niedostępnych dla osób postronnych. Jest inicjatorem i organizatorem festiwalu Kazimiernikejszyn i Zimiernikejszyn w Kazimierzu Dolnym, do którego jeździł od dziecka. 5 września 2015 roku ożenił się z Magdaleną Kielar, ślub odbył się w Sanktuarium Matki Bożej Kazimierskiej w Kazimierzu Dolnym. Z żoną i jej rodziną założył w Mołdawii plantację ekologicznego czosnku. Ma swoją markę odzieżową, powstałą we współpracy z Górą, który wykonał grafiki. Mieszka na Ulrychowie (stan na 2009 rok).
9 marca 2022 na oficjalnym fan page’u Łąki Łan podano informację o rozstaniu zespołu z Paprodziadem. Powodem miały być głoszone przez niego opinie na temat pandemii COVID-19 oraz agresji Rosji na Ukrainę, jednakże artysta nie uczestniczył już w koncertach zespołu od końca 2021 roku.

## Poglądy
Zgodnie z życzeniem rodziców przyjął I komunię świętą, jednak odszedł od Kościoła i uważał się za antyklerykała, nawrócił się na chrześcijaństwo około 2013 roku. Jest wegetarianinem od około 2010 roku, ważny jest dla niego kontakt z przyrodą, od wiosny do jesieni chodzi boso.

## Twórczość

### Muzyka
- Łąki Łan – lider[16], tekściarz[17], i wokalista[1], początkowo pod pseudonimem Doktór Żwir[5], następnie jako Księżul Sporysz[3], od 2006 jako Paprodziad[3] (do 2022)
- Dziady Kazimierskie – lider[18] i wokalista[19]
- November Project – wokalista[16][20] i tekściarz[21]
- Czessband[22] – wokalista pod pseudonimem Władyka[23]
- SunnyLand – wokalista[24][22]
- współautor tekstu utworu Raj z albumu Bartka Królika Pan od muzyki[25]

### Filmografia
- Dwa księżyce (1993) jako starszy syn Franciszka[26]
- Satan Spa (2012) jako Viking[27]
- Niebo (2012) jako Jezus[28]
- Kriss de Valnor i Władczyni Lasów (2013) jako Derwan[29]
- Pamiętnik Chrumasa (od 2017) jako Strach na wróble (głos)
- Alchemik (2019–2020) jako Henryk Złoty Gagatek[30]

### Pozostałe projekty
- Maria Konopnicka: O krasnoludkach i o sierotce Marysi, audiobook[31] – lektor[32]